# Estanislao de Urquijo y Ussía
Estanislao de Urquijo y Ussía (Madrid, 13 de noviembre de 1872-Llodio, 15 de agosto de 1948), iii marqués de Urquijo, fue un político y banquero español, diputado y senador de las Cortes de la Restauración.

## Biografía
Nació el 13 de noviembre de 1872 en Madrid. Resultó elegido diputado a Cortes por el distrito alavés de Amurrio en los sucesivos comicios de 1898, 1899, 1901, 1903, 1905 y 1907.
Estanislao Urquijo, que recibió el título nobiliario de marqués de Urquijo en 1914 tras fallecer su progenitor, fue elegido senador por la provincia de Álava en 1910 y en 1918. En 1918 se convirtió en grande de España y a partir de entonces se convirtió en senador por derecho propio.
Ejerció también cargos en el ámbito empresarial y bancario como la presidencia del Banco Minero Industrial de Asturias, la presidencia de la Sociedad Española de Construcciones Electromecánicas (SECEM), la vicepresidencia del Banco Urquijo y la presidencia de la Compañía Telefónica Nacional de España (a partir de 1924). Así mismo, Urquijo fue el primer presidente de la Unión Eléctrica Madrileña, empresa fundada en 1912.
Sus hijos Estanislao y Santiago Urquijo Landecho fueron asesinados en el llamado Túnel de Usera durante la guerra civil española.
Falleció el 15 de agosto de 1948 en su Palacio de Lamuza de Llodio, Álava.